# 기념품점

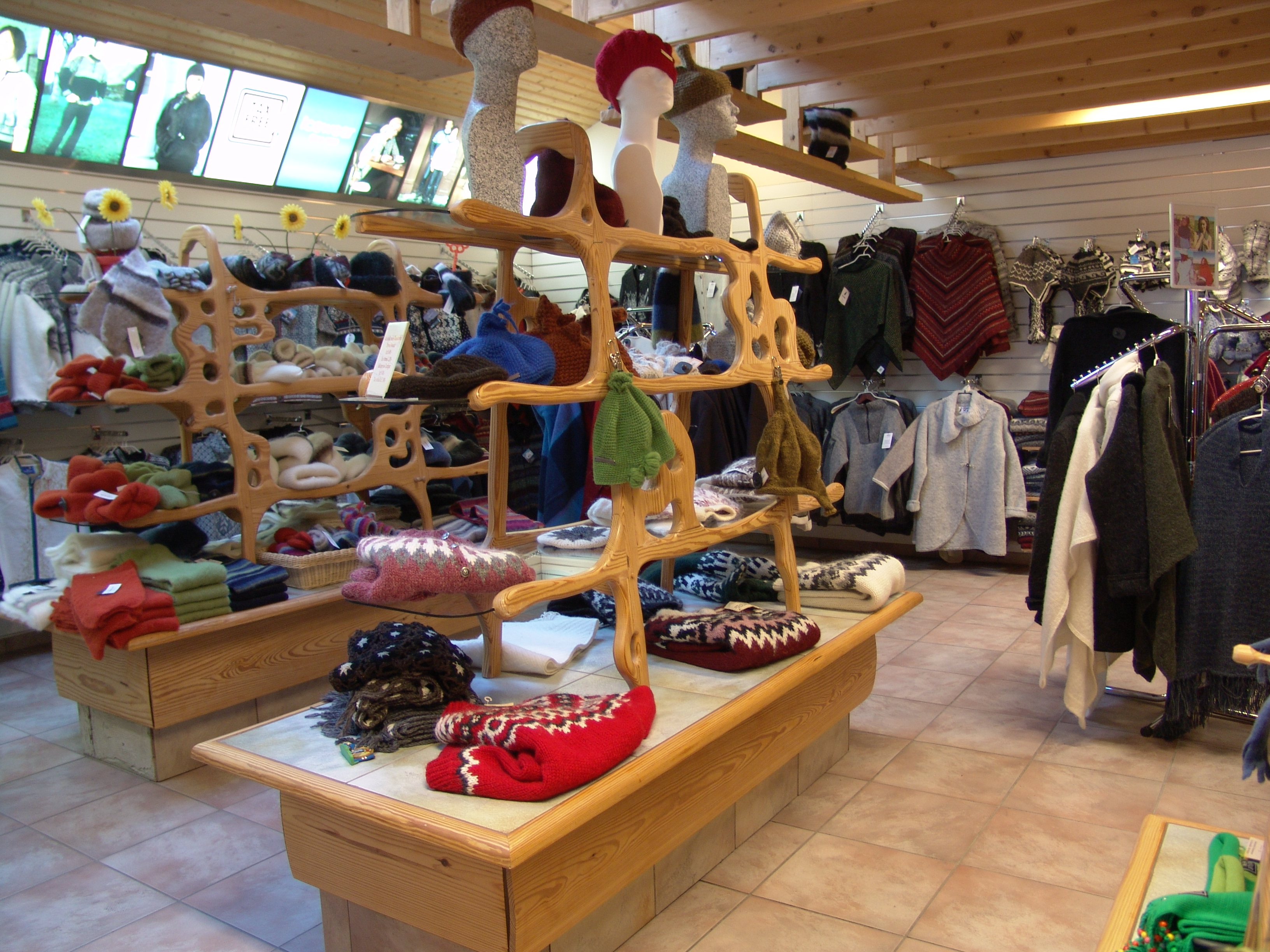
아이슬란드의 기념품점

기념품(記念品店)은 기념품을 파는 가게이다. 일반적으로 기프트숍, 선물 가게 등으로도 불린다. 주로 어떤 특정한 관련된 주제에 관한 물품을 판다. 커피 머그컵, 동물 인형, 티셔츠, 엽서 등을 판다. 주로 호텔과 같은 숙박 시설 안에 있는 경우도 많고, 관광지에도 많이 발견된다.